# پشه ببری
پشه ببری (نام علمی: Aedes albopictus) نام یک گونه از تیره پشه است. به علت وجود خطوط راه راهی روی بدنش به پشه ببری معروف است و گاهی نیز با عنوان پشه‌جنگلی هم نامیده می‌شود. پشه ببری بومی مناطق گرمسیری و نمیه‌گرمسیری جنوب شرقی آسیا است. با همهٔ این احوال، این پشه در چند دهه گذشته از طریق حمل‌ونقل کالا و سفرهای بین‌المللی به انبوهی از کشورهای دارای شرایط مناسب میزبانی گسترش یافته. پشه ببری که به تازگی در بخش‌هایی از ایران به‌ویژه شهر چابهار جولان می‌دهند در بسیاری از جوامع به یک آفت قابل‌توجه تبدیل شده‌است چرا که برخلاف اسکان و زندگی در تالاب‌ها، ارتباط نزدیکی با انسان‌ها برقرار می‌نماید.
مشکل عمده آنجا است که این پشه نه تنها در غروب بلکه در طول روز هم فعال است و تغذیه می‌کند. پشه‌ببری یک ناقل و عامل مهم همه‌گیری و سرایت ویروس‌های خطرناک بیماری‌زایی همچون تب زرد، تب دنگی و چیکونگونیا است. همچنین عامل انتقال چند نوع فیلاریاز مثل دیروفیلاریا ایمیتیس می‌باشد. پشه ببری همین‌طور قادر به میزبانی از ویروس زیکا نیز می‌باشد که یک عامل اصلی برای انتقال این ویروس در میان انسان‌ها شناخته شده‌است.

## کنترل و مبارزه با پشه ببری
مهار و مبارزه با گونه خطرناک به‌طور کلی توسط بخش‌های خدمات بهداشتی عمومی و از طریق برنامه‌های جامع کنترل یکپارچه درمناطق مشکوک صورت می‌پذیرد که هدف آنها کاهش نگران‌کننده جمعیت این پشه و خطرات احتمالی انتقال ویروس‌های مختلف است. این برنامه‌ها شامل فعالیت‌های مختلفی است همانند نظارت و پایش چرخه بیولوژی حشره، استفاده از عوامل لاروکُش در مناطق عمومی و خصوصی، کارزارهای اطلاع‌رسانی و درمان در برابر پشه‌های بالغ درمناطق آسیب‌دیده از موارد مشکوک است. نظارت مؤثر و مستمر برای جلوگیری از شیوع یا استقرار این گونه ضروری است. علاوه بر نظارت بر بنادر، انبارهای کارخانه‌های وارداتی و محل دپو و انبار تایرهای انواع وسایل نقلیه، استراحتگاه‌های بزرگراه‌ها و ایستگاه‌های قطار نیز می‌بایست با روش‌های مناسب کنترل شود.

## نگارخانه

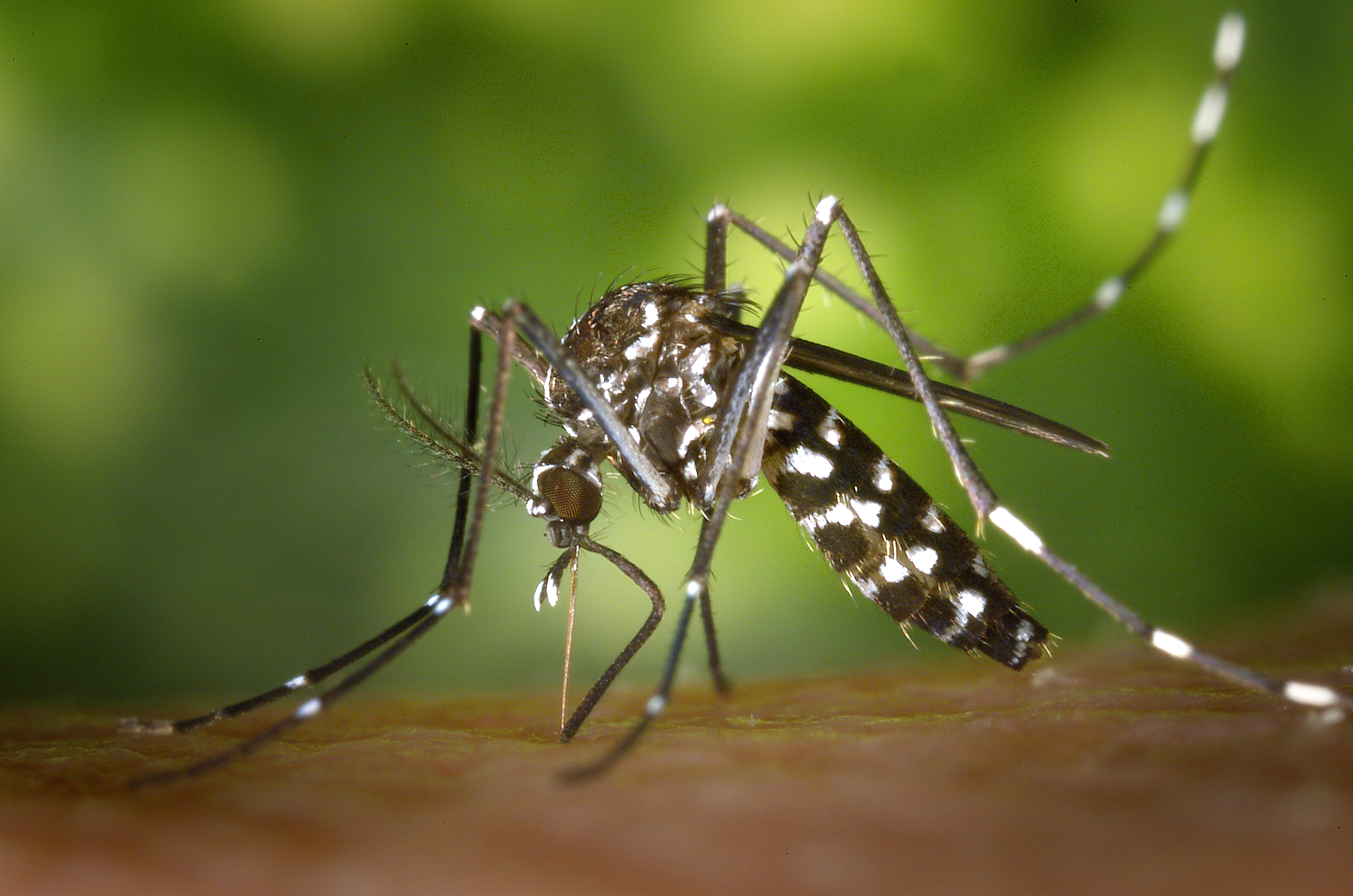
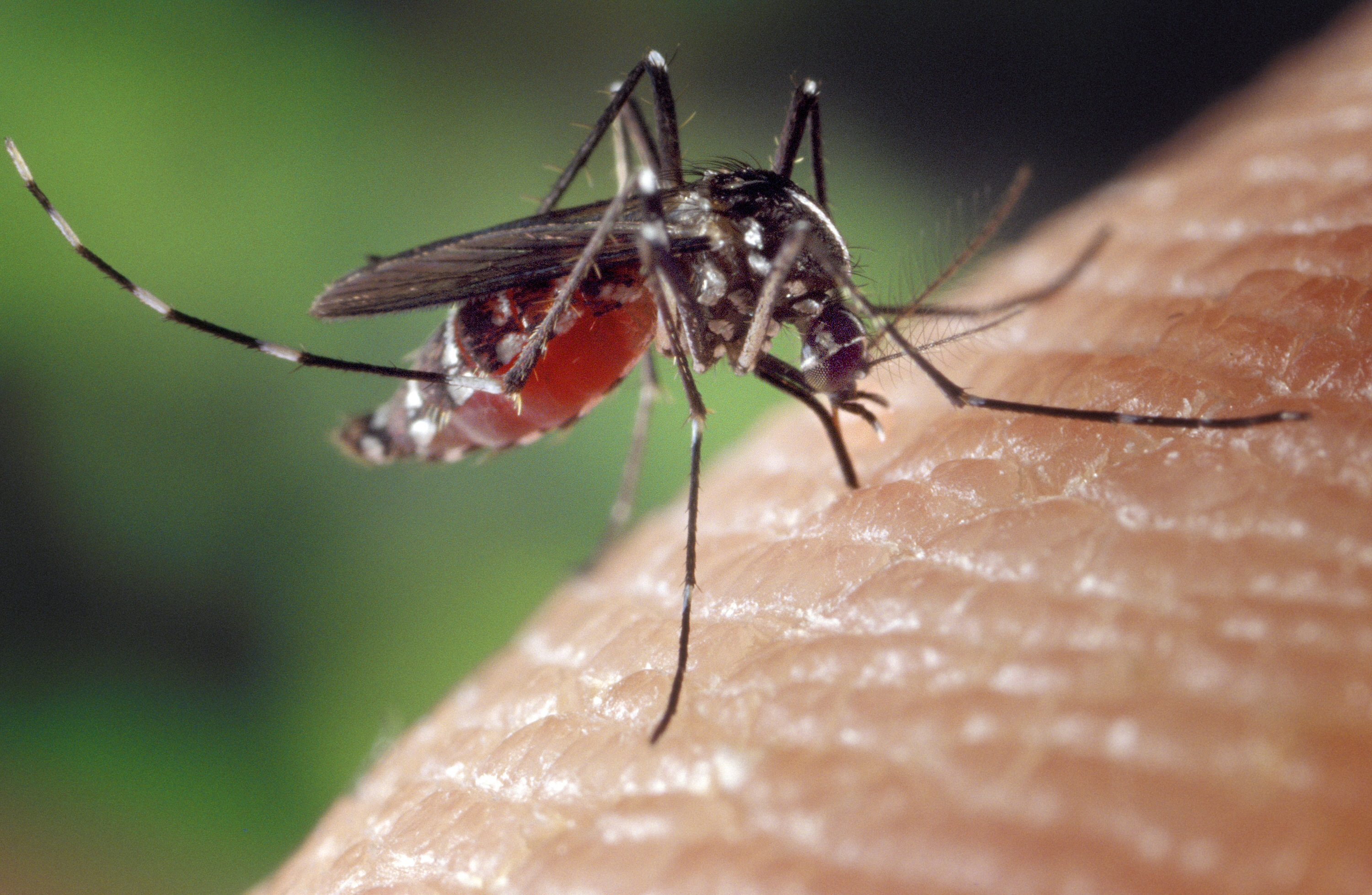
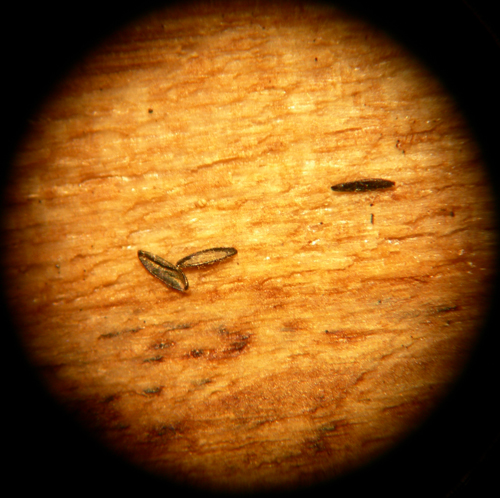
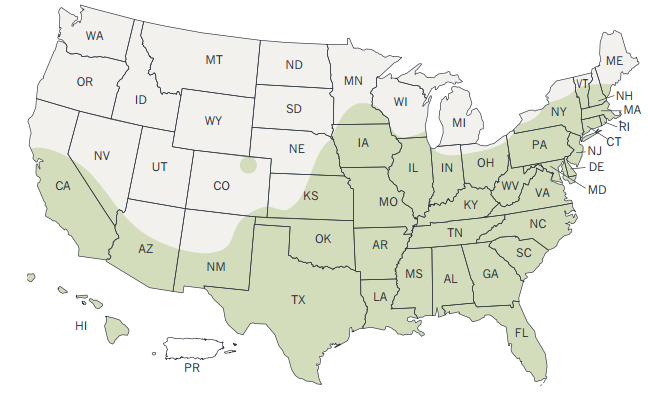
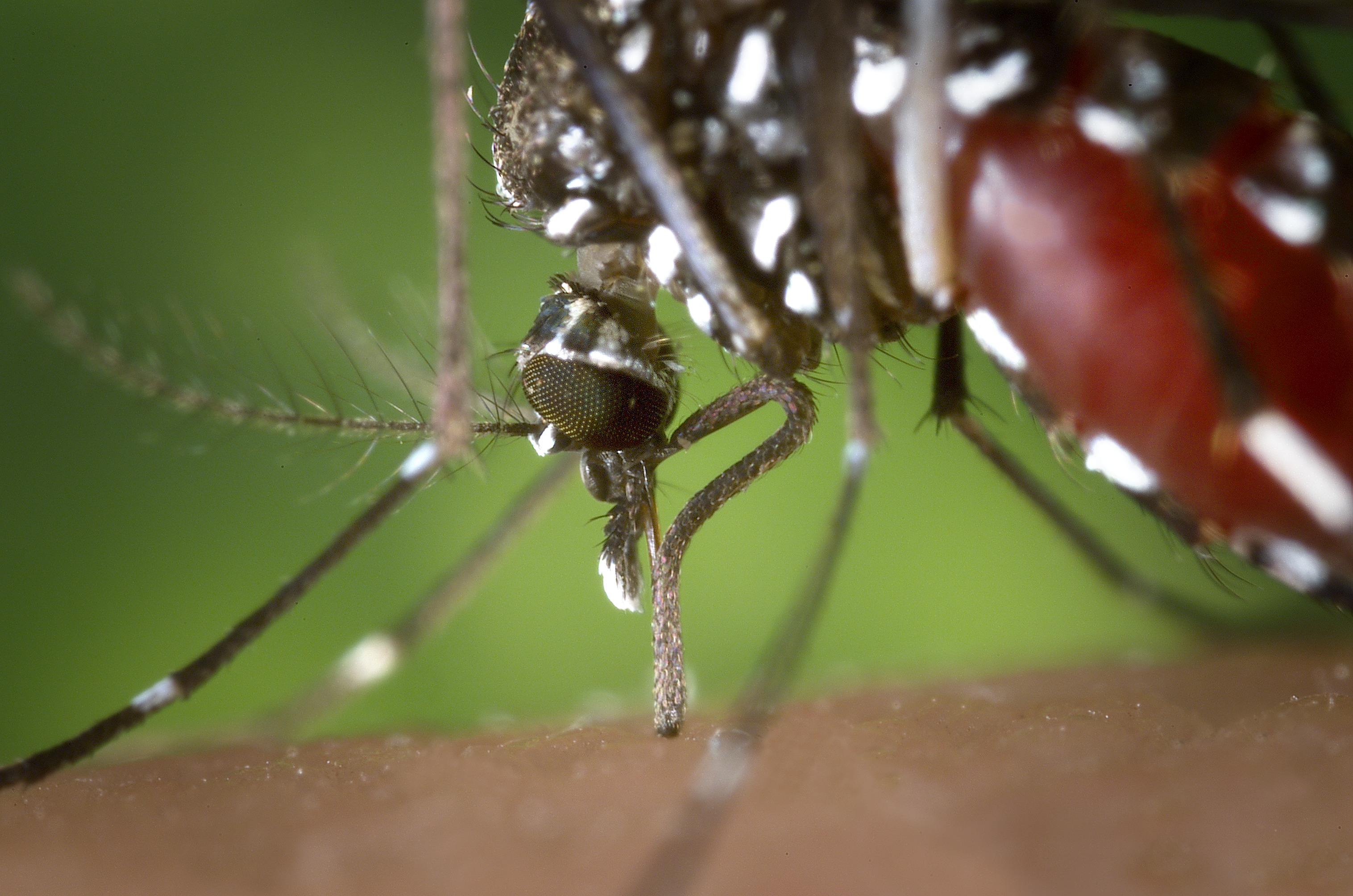